# Monica Barki
Monica Barki (Rio de Janeiro, 1956) é uma pintora, gravadora, fotógrafa, designer e professora brasileira. Teve aulas com Ivan Serpa, Celeida Tostes e  Luiz Aquila, tendo participou de diversas exposições no Brasil e na América Latina. Em 2011, de forma a comemorar trinta e cinco anos de carreira, lançou o livro Monica Barki: Arquivo sensível.